# 400 mètres aux championnats d'Europe d'athlétisme en salle
Pour un article plus général, voir Championnats d'Europe d'athlétisme en salle.
Le 400 mètres fait partie des épreuves inscrites au programme des premiers Championnats d'Europe en salle (Jeux européens en salle de 1966 à 1969). 
Avec trois médailles d'or, le Tchèque Pavel Maslák est l'athlète le plus titré dans cette épreuve. Sa compatriote Jarmila Kratochvílová détient le record de victoires féminines avec trois titres également. 
Les records des championnats d'Europe en salle appartiennent chez les hommes au Norvégien Karsten Warholm (45 s 05 en 2019), et chez les femmes à Jarmila Kratochvílová (49 s 59 en 1982).

## Palmarès

### Hommes
| Édition                        | Or                         | Argent                     | Bronze                     |                         |
| Jeux européens en salle        | Jeux européens en salle    | Jeux européens en salle    | Jeux européens en salle    | Jeux européens en salle |
| ------------------------------ | -------------------------- | -------------------------- | -------------------------- | ----------------------- |
| 1966                           | Hartmut Koch (GDR)         | Manfred Kinder (FRG)       | Vasyl Anisimov (URS)       |                         |
| 1967                           | Manfred Kinder (FRG)       | Hartmut Koch (GDR)         | Nikolay Shkarnikov (URS)   |                         |
| 1968                           | Andrzej Badeński (POL)     | Aleksandr Bratchikov (URS) | Jan Balachowski (POL)      |                         |
| 1969                           | Jan Balachowski (POL)      | Jan Werner (POL)           | Yuriy Zorin (URS)          |                         |
| Championnats d'Europe en salle |                            |                            |                            |                         |
| 1970                           | Aleksandr Bratchikov (URS) | Andrzej Badeński (POL)     | Yuriy Zorin (URS)          |                         |
| 1971                           | Andrzej Badeński (POL)     | Boris Savchuk (URS)        | Aleksandr Bratchikov (URS) |                         |
| 1972                           | Georg Nückles (FRG)        | Ulrich Reich (FRG)         | Wolfgang Müller (GDR)      |                         |
| 1973                           | Luciano Sušanj (YUG)       | Benno Stops (GDR)          | Dariusz Podobas (POL)      |                         |
| 1974                           | Fons Brijdenbach (BEL)     | Andreas Scheibe (GDR)      | Günter Arnold (GDR)        |                         |
| 1975                           | Hermann Köhler (FRG)       | Josip Alebić (YUG)         | Semyon Kocher (URS)        |                         |
| 1976                           | Yanko Bratanov (BUL)       | Hermann Köhler (FRG)       | Grzegorz Mądry (POL)       |                         |
| 1977                           | Fons Brijdenbach (BEL)     | Francis Demarthon (FRA)    | Marian Gęsicki (POL)       |                         |
| 1978                           | Pietro Mennea (ITA)        | Ryszard Podlas (POL)       | Nikolay Chernetskiy (URS)  |                         |
| 1979                           | Karel Kolář (TCH)          | Stefano Malinverni (ITA)   | Horia Toboc (ROU)          |                         |
| 1980                           | Nikolay Chernetskiy (URS)  | Karel Kolář (TCH)          | Remigijus Valiulis (URS)   |                         |
| 1981                           | Andreas Knebel (GDR)       | Martin Weppler (FRG)       | Stefano Malinverni (ITA)   |                         |
| 1982                           | Pavel Konovalov (URS)      | Sándor Újhelyi (HUN)       | Benjamín González (ESP)    |                         |
| 1983                           | Yevgeniy Lomtev (URS)      | Ainsley Bennett (GBR)      | Ángel Heras (ESP)          |                         |
| 1984                           | Sergey Lovachov (URS)      | Roberto Tozzi (ITA)        | Didier Dubois (FRA)        |                         |
| 1985                           | Todd Bennett (GBR)         | Klaus Just (FRG)           | José Alonso (ESP)          |                         |
| 1986                           | Thomas Schönlebe (GDR)     | José Alonso (ESP)          | Mathias Schersing (GDR)    |                         |
| 1987                           | Todd Bennett (GBR)         | Momchil Kharizanov (BUL)   | Paul Harmsworth (GBR)      |                         |
| 1988                           | Jens Carlowitz (GDR)       | Brian Whittle (GBR)        | Ralf Lübke (FRG)           |                         |
| 1989                           | Cayetano Cornet (ESP)      | Brian Whittle (GBR)        | Klaus Just (FRG)           |                         |
| 1990                           | Norbert Dobeleit (FRG)     | Jens Carlowitz (GDR)       | Cayetano Cornet (ESP)      |                         |
| 1992                           | Slobodan Branković (YUG)   | Andrea Nuti (ITA)          | David Grindley (GBR)       |                         |
| 1994                           | Du'aine Ladejo (GBR)       | Mikhail Vdovin (RUS)       | Rico Lieder (GER)          |                         |
| 1996                           | Du'aine Ladejo (GBR)       | Pierre-Marie Hilaire (FRA) | Ashraf Saber (ITA)         |                         |
| 1998                           | Ruslan Mashchenko (RUS)    | Ashraf Saber (ITA)         | Robert Maćkowiak (POL)     |                         |
| 2000                           | Iliya Dzhivondov (BUL)     | David Canal (ESP)          | Marc Raquil (FRA)          |                         |
| 2002                           | Marek Plawgo (POL)         | Jimisola Laursen (SWE)     | Ioan Vieru (ROU)           |                         |
| 2005                           | David Gillick (IRL)        | David Canal (ESP)          | Sebastian Gatzka (GER)     |                         |
| 2007                           | David Gillick (IRL)        | Bastian Swillims (GER)     | Robert Tobin (GBR)         |                         |
| 2009                           | Johan Wissman (SWE)        | Claudio Licciardello (ITA) | Ioan Vieru (ROU)           |                         |
| 2011                           | Leslie Djhone (FRA)        | Thomas Schneider (GER)     | Richard Buck (GBR)         |                         |
| 2013                           | Pavel Maslák (CZE)         | Nigel Levine (GBR)         | Pavel Trenikhin (RUS)      |                         |
| 2015                           | Pavel Maslák (CZE)         | Dylan Borlée (BEL)         | Rafał Omelko (POL)         |                         |
| 2017                           | Pavel Maslák (CZE)         | Rafał Omelko (POL)         | Liemarvin Bonevacia (NED)  |                         |
| 2019                           | Karsten Warholm (NOR)      | Óscar Husillos (ESP)       | Tony van Diepen (NED)      |                         |
| 2021                           | Óscar Husillos (ESP)       | Tony van Diepen (NED)      | Liemarvin Bonevacia (NED)  |                         |
| 2023                           | Karsten Warholm (NOR)      | Julien Watrin (BEL)        | Carl Bengtström (SWE)      |                         |
| 2025                           | Attila Molnár (HUN)        | Maksymilian Szwed (POL)    | Jimy Soudril (FRA)         |                         |

### Femmes
| Édition                        | Or                          | Argent                       | Bronze                    |                         |
| Jeux européens en salle        | Jeux européens en salle     | Jeux européens en salle      | Jeux européens en salle   | Jeux européens en salle |
| ------------------------------ | --------------------------- | ---------------------------- | ------------------------- | ----------------------- |
| 1966                           | Helga Henning (FRG)         | Libuše Macounová (TCH)       | Maeve Kyle (IRL)          |                         |
| 1967                           | Karin Wallgren (SWE)        | Lia Louer (NED)              | Ljiljana Petnjarić (YUG)  |                         |
| 1968                           | Natalya Pechonkina (URS)    | Gisela Köpke (FRG)           | Tatyana Arnautova (URS)   |                         |
| 1969                           | Colette Besson (FRA)        | Christel Frese (FRG)         | Rosemary Stirling (GBR)   |                         |
| Championnats d'Europe en salle |                             |                              |                           |                         |
| 1970                           | Marilyn Neufville (GBR)     | Christel Frese (FRG)         | Colette Besson (FRA)      |                         |
| 1971                           | Vera Popkova (URS)          | Inge Bödding (FRG)           | Maria Sykora (AUT)        |                         |
| 1972                           | Christel Frese (FRG)        | Inge Bödding (FRG)           | Erika Weinstein (FRG)     |                         |
| 1973                           | Verona Bernard (GBR)        | Waltraud Dietsch (GDR)       | Renate Siebach (GDR)      |                         |
| 1974                           | Jelica Pavličić (YUG)       | Nadezhda Ilyina (URS)        | Waltraud Dietsch (GDR)    |                         |
| 1975                           | Verona Elder (GBR)          | Nadezhda Ilyina (URS)        | Inta Kļimoviča (URS)      |                         |
| 1976                           | Rita Wilden (FRG)           | Jelica Pavličić (YUG)        | Inta Kļimoviča (URS)      |                         |
| 1977                           | Marita Koch (GDR)           | Verona Elder (GBR)           | Jelica Pavličić (YUG)     |                         |
| 1978                           | Marina Sidorova (URS)       | Rita Bottiglieri (ITA)       | Karoline Käfer (AUT)      |                         |
| 1979                           | Verona Elder (GBR)          | Jarmila Kratochvílová (TCH)  | Karoline Käfer (AUT)      |                         |
| 1980                           | Elke Decker (FRG)           | Karoline Käfer (AUT)         | Tatyana Goyshchik (URS)   |                         |
| 1981                           | Jarmila Kratochvílová (TCH) | Natalya Bochina (URS)        | Verona Elder (GBR)        |                         |
| 1982                           | Jarmila Kratochvílová (TCH) | Dagmar Rübsam (GDR)          | Gaby Bußmann (FRG)        |                         |
| 1983                           | Jarmila Kratochvílová (TCH) | Kirsten Siemon (GDR)         | Rositsa Stamenova (BUL)   |                         |
| 1984                           | Taťána Kocembová (TCH)      | Erica Rossi (ITA)            | Rositsa Stamenova (BUL)   |                         |
| 1985                           | Sabine Busch (GDR)          | Dagmar Neubauer (GDR)        | Alena Bulířová (TCH)      |                         |
| 1986                           | Sabine Busch (GDR)          | Petra Müller (GDR)           | Ann-Louise Skoglund (SWE) |                         |
| 1987                           | Mariya Pinigina (URS)       | Gisela Kinzel (FRG)          | Cristina Pérez (ESP)      |                         |
| 1988                           | Petra Müller (GDR)          | Helga Arendt (FRG)           | Dagmar Neubauer (GDR)     |                         |
| 1989                           | Sally Gunnell (GBR)         | Marina Shmonina (URS)        | Anita Protti (SUI)        |                         |
| 1990                           | Marina Shmonina (URS)       | Iolanda Oanță (ROU)          | Judit Forgács (HUN)       |                         |
| 1992                           | Sandra Myers (ESP)          | Olga Bryzgina (EUN)          | Yelena Golesheva (EUN)    |                         |
| 1994                           | Svetlana Goncharenko (RUS)  | Tatyana Alekseyeva (RUS)     | Viviane Dorsile (FRA)     |                         |
| 1996                           | Grit Breuer (GER)           | Olga Kotlyarova (RUS)        | Tatyana Chebykina (RUS)   |                         |
| 1998                           | Grit Breuer (GER)           | Ionela Târlea (ROU)          | Helena Fuchsová (CZE)     |                         |
| 2000                           | Svetlana Pospelova (RUS)    | Natalya Nazarova (RUS)       | Helena Fuchsová (CZE)     |                         |
| 2002                           | Natalya Antyukh (RUS)       | Claudia Marx (GER)           | Karen Shinkins (IRL)      |                         |
| 2005                           | Svetlana Pospelova (RUS)    | Svetlana Usovich (BLR)       | Irina Rosikhina (RUS)     |                         |
| 2007                           | Nicola Sanders (GBR)        | Ilona Usovich (BLR)          | Olesya Zykina (RUS)       |                         |
| 2009                           | Antonina Krivoshapka (RUS)  | Nataliya Pyhyda (UKR)        | Darya Safonova (RUS)      |                         |
| 2011                           | Denisa Rosolová (CZE)       | Olesya Krasnomovets (RUS)    | Kseniya Zadorina (RUS)    |                         |
| 2013                           | Perri Shakes-Drayton (GBR)  | Eilidh Child (GBR)           | Moa Hjelmer (SWE)         |                         |
| 2015                           | Nataliya Pyhyda (UKR)       | Indira Terrero (ESP)         | Seren Bundy-Davies (GBR)  |                         |
| 2017                           | Floria Gueï (FRA)           | Zuzana Hejnova (CZE)         | Justyna Święty (POL)      |                         |
| 2019                           | Léa Sprunger (SUI)          | Cynthia Bolingo Mbongo (BEL) | Lisanne de Witte (NED)    |                         |
| 2021                           | Femke Bol (NED)             | Justyna Święty-Ersetic (POL) | Jodie Williams (GBR)      |                         |
| 2023                           | Femke Bol (NED)             | Lieke Klaver (NED)           | Anna Kiełbasińska (POL)   |                         |
| 2025                           | Lieke Klaver (NED)          | Henriette Jæger (NOR)        | Paula Sevilla (ESP)       |                         |

## Records des championnats

### Hommes
| Temps   | Athlète         | Lieu    | Date |
| ------- | --------------- | ------- | ---- |
| 45 s 05 | Karsten Warholm | Glasgow | 2019 |

### Femmes
| Temps   | Athlète               | Lieu  | Date |
| ------- | --------------------- | ----- | ---- |
| 49 s 59 | Jarmila Kratochvílová | Milan | 1982 |